# ライラックホテルズ・アンド・リゾート
ライラックホテルズ・アンド・リゾート（Lilac Hotels and Resort)は鹿児島県鹿屋市・大隅半島中央に所在するリゾートホテル。
略称はホテルライラック。コテージやゲストハウスなどの施設を所有する。
敷地内には、カフェ・レストランやキャンプ場、小動物園などを備えるビレッジスタイルの自然派ホテル。
グランピング・オートキャンプ・フリーサイトなど各種スタイルの滞在が可能。
黒豚バーベキュー・鍋など地元の食材を利用した夕食・朝食も提供する。
うさぎややぎ、カルガモやひよこ・鶏、猫・犬などの動物とのふれあいを体験できる。

## 沿革
- 2000年4月　ビジネスホテルライラック創業
- 2010年4月　ホテル名をライラックホテルズ・アンド・リゾートに改名